# Contea di Clay (Florida)
La contea di Clay (in inglese Clay County) è una contea della Florida, negli Stati Uniti. Il suo capoluogo amministrativo è Green Cove Springs e fa parte dell'Area Statistica Metropolitana di Jacksonville.

## Geografia fisica
La contea si trova nel nord-est dello Stato. La contea di Clay ha un'area di 1.667 km² di cui il 6,62% è coperta da acqua.
Il confine ovest è formato dal fiume St. Johns e nella contea si trovano numerosi laghi e corsi d'acqua, oltre a diverse aree protette.

### Contee confinanti
- Contea di Duval - nord
- Contea di St. Johns - est
- Contea di Putnam - sud
- Contea di Bradford - ovest
- Contea di Baker - nord-ovest

## Storia
La contea di Clay fu creata nel dicembre 1858 da una sezione della contea di Duval. Il nome è stato dato in onore del senatore Henry Clay.
La contea fu meta di molti visitatori che andarono nella Florida di nord-est grazie alle acque terapeutiche ed al clima mite. Il record di attrazione turistica avvenne durante gli ultimi 30 anni del diciannovesimo secolo.
Ebbe anche un ruolo importante durante la seconda guerra mondiale essendo uno dei principali centri di addestramento militare degli USA.

## Centri abitati

### Comuni
- Green Cove Springs - city
- Keystone Heights - city
- Orange Park - town
- Penney Farms - town

### Census-designated places
- Asbury Lake
- Bellair-Meadowbrook Terrace
- Fleming Island
- Lakeside
- Middleburg
- Oakleaf Plantation

## Politica
| Anno | Repubblicani | Democratici | Altri |
| ---- | ------------ | ----------- | ----- |
| 2004 | 76,2%        | 23,3%       | 0,5%  |
| 2000 | 72,8%        | 25,5%       | 1,7%  |
| 1996 | 64,5%        | 28,2%       | 7,4%  |
| 1992 | 58%          | 23,3%       | 18,7% |
| 1988 | 76,7%        | 23%         | 0,3%  |